# نوویه کازانچی
نوویه کازانچی (به لاتین: Novyye Kazanchi) یک منطقهٔ مسکونی در روسیه است که در باشقیرستان واقع شده‌است.